# Kacper Piorun
Kacper Piorun (ur. 24 listopada 1991 w Łowiczu) – polski szachista, arcymistrz od 2012, arcymistrz w rozwiązywaniu zadań szachowych od 2011 roku.

## Kariera szachowa
Na liście rankingowej FIDE po raz pierwszy pojawił się 1 lipca 2004 r. z wynikiem 1825 punktów. W ciągu dwóch lat zanotował przyrost 301 pkt (1 lipca 2006 r. – 2126), a po kolejnych dwóch – 319 pkt (1 lipca 2008 r. – 2445), co jest w świecie szachowym wydarzeniem niecodziennym.
W 2006 r. zwyciężył w turnieju "Młode talenty" w Obrze, odnotował również bardzo dobre występy w międzynarodowych otwartych turniejach w Koszalinie (memoriał Józefa Kochana, dz. V-XI m.) i Polanicy-Zdroju (memoriał Akiby Rubinsteina, V m.), w obu zyskując łącznie ponad 100 punktów rankingowych. W 2007 r. zdobył pierwszy w karierze tytuł mistrza Polski juniorów, zwyciężając w Łebie w kategorii do 16 lat. W 2008 r. zwyciężył w międzynarodowych mistrzostwach Małopolski (wspólnie z Kiriłłem Stupakiem) oraz w kołowym turnieju w Rybniku (wspólnie z Mateuszem Bobulą), zdobył w Łebie srebrny medal mistrzostw Polski juniorów do lat 18 oraz odniósł również duży sukces w Warszawie, dzieląc I m. (wspólnie z Grzegorzem Gajewskim i Władimirem Oniszczukiem) w openie-A międzynarodowego festiwalu pamięci Mieczysława Najdorfa. Na przełomie 2008 i 2009 r. podzielił II m. (za Grzegorzem Gajewskim, wspólnie z m.in. Dariuszem Świerczem, Maciejem Nurkiewiczem i Wadimem Szyszkinem) w rozegranym w Krakowie turnieju Cracovia 2008/09. W październiku 2009 r. na mistrzostwach świata w Rio de Janeiro, razem z Piotrem Murdzią oraz Piotrem Górskim, wywalczył drużynowo złoty medal w rozwiązywaniu zadań szachowych. W listopadzie 2009 r. zdobył brązowy medal mistrzostw świata juniorów do 18 lat, rozegranych w Antalyi. W 2010 r. zdobył tytuł drużynowego mistrza świata w rozwiązywaniu zadań, podzielił również I m. (wspólnie ze Zbigniewem Strzemieckim) w memoriale Akiby Rubinsteina w Polanicy-Zdroju. W 2011 r. zdobył w Jesi tytuł mistrza świata w solvingu, za to osiągnięcie otrzymując tytuł arcymistrza w rozwiązywaniu zadań szachowych. W 2012 r. podzielił II m. (za Kamilem Dragunem, wspólnie z Dawidem Arutinianem) we Wrocławiu, natomiast w Pardubicach wypełnił trzecią normę arcymistrzowską, dzięki czemu został pierwszym w historii polskim szachistą, który posiada dwa tytuły arcymistrza. W 2012 r. zajął również II m. (za Ołehem Romanyszynem) w memoriale Mieczysława Najdorfa w Warszawie, a w Kobe zdobył brązowy medal mistrzostw świata w rozwiązywaniu zadań. W 2012 i 2013 r. dwukrotnie zdobył tytuły mistrza Polski w rozwiązywaniu zadań szachowych. W 2013 r. zdobył w Bydgoszczy złoty medal mistrzostw Polski w szachach błyskawicznych, samodzielnie zwyciężył w memoriale Mieczysława Najdorfa w Warszawie oraz zdobył w Batumi dwa medale mistrzostw świata w rozwiązywaniu zadań: złoty (drużynowo) oraz srebrny (indywidualnie). W 2014 r. zdobył w Katowicach srebrny medal Akademickich Mistrzostw Polski, podzielił II m. (za Viktorem Lázničką, wspólnie z Andrijem Wowkiem) w turnieju Neckar Open w Deizisau oraz zdobył w Igalo złoty medal drużynowych mistrzostw Europy w rozwiązywaniu zadań szachowych, jak również dwa złote medale (indywidualnie i drużynowo) na mistrzostwach świata w rozwiązywaniu zadań, które odbyły się w Bernie. Również w 2014 r. zdobył trzeci tytuł indywidualnego mistrza Polski w rozwiązywaniu zadań, natomiast w 2015 r. zajął IV m. w finale indywidualnych mistrzostw Polski oraz zwyciężył w kołowym turnieju w Ströbeck.
Zdobył również złoty medal na Mistrzostwach Świata w rozwiązywaniu zadań w roku 2017.
Reprezentował Polskę w turniejach drużynowych, m.in.: trzykrotnie na olimpiadach szachowych (w latach 2016, 2018, 2022),  na drużynowych mistrzostwach Europy (w roku 2013) oraz dwukrotnie na drużynowych mistrzostwach Europy juniorów do 18 lat (w latach 2008, 2009), zdobywając wspólnie z drużyną dwa medale: złoty (2008) i srebrny (2009).
Najwyższy ranking w dotychczasowej karierze osiągnął 1 lipca 2016 r., z wynikiem 2685 punktów zajmował wówczas 52 pozycję na liście rankingowej FIDE i 2. miejsce wśród polskich szachistów.
Na liście rankingowej w dniu 1 kwietnia 2014 r. dotyczącej rozgrywek w rozwiązywaniu zadań zajmował 4. miejsce na świecie z wynikiem 2713 punktów.